# Juan Carlos Naya
Juan Carlos Naya (Madrid, 31 de enero de 1959) es un actor español.

## Biografía
Actor que ha desarrollado su carrera fundamentalmente en el ámbito teatral, debuta sin embargo en el cine con tan solo 18 años en la película Niñas... al salón (1977), de Vicente Escrivá.
Tan solo dos años después le ofrecen la oportunidad de interpretar uno de los personajes más relevantes en su primera etapa profesional: el del joven Tonet, enamorado de Roseta en la serie La barraca, adaptación para TVE de la famosa novela de Vicente Blasco Ibáñez. 
Con posterioridad ha intervenido en media docena de películas de escasa relevancia y ha participado como actor secundario en alguna serie de televisión, centrando casi toda su actividad sobre los escenarios.

## Filmografía

### Televisión
- Aquí no hay quien viva, como Román Ferragut, un episodio: Érase una inauguración (2004)
- El comisario, un episodio: En el límite del mal (2006)
- Cuéntame cómo pasó, un episodio: Los pies de barro (2011)
- La que se avecina, como Ramiro Pérez de Quesada, un episodio: Una tubería podrida, un chatarrero conceptual y el primer montepinariano puro (2013)
- Amar es para siempre, como Francisco Javier de Borja Maldonado (2015)
- La Barraca, como Tonet (1979)
- "Segunda Enseñanza", episodio "Los pueblos del caballo" (1986).

### Teatro
- Lovy (musical) (1980).
- Fedra (1981), con Victoria Vera.
- Céfiro agreste de olímpicos embates (1981).
- Borkman (1981), de Ibsen, con José María Pou y Marisa de Leza.[1]
- ¡Oh, Penélope! (1986), de Gonzalo Torrente Ballester.
- Rudens (1987), de Plauto.
- Los ochenta son nuestros (1988), de Ana Diosdado, con Amparo Larrañaga.
- El perro del hortelano (1989), de Lope de Vega.
- Porfiar hasta morir (1989), de Lope de Vega.
- La truhana (1989), de Antonio Gala, con Concha Velasco.
- Las mocedades del Cid (1990), de Guillem de Castro.[2]
- El príncipe constante (1990), de Calderón de la Barca.[3]
- Cuéntalo tú que tienes más gracia (1990), de Juan José Alonso Millán, con Bárbara Rey.
- Don Juan Tenorio (1990), atribuida a Zorrilla, con Javier Escrivá.
- La noche del sábado (1991), de Jacinto Benavente.
- Los intereses creados (1992), de Jacinto Benavente.
- Traidor, inconfeso y mártir (1993), de José Zorrilla.[4]
- El caballero de las espuelas de oro (1994), de Alejandro Casona, con Manuel Galiana.
- La tabernera de los cuatro vientos (1994), de Alberto Vázquez-Figueroa.
- Carlo Monte en Monte Carlo (1996), de Enrique Jardiel Poncela, con Raúl Sénder, bajo dirección de Mara Recatero.
- Las mocedades del Cid (1997), de Guillén de Castro, con Luis Prendes, bajo dirección de Gustavo Pérez Puig.[5]
- Los habitantes de la casa deshabitada (1998), de Enrique Jardiel Poncela, con José Sazatornil.
- Misión al pueblo desierto (1999), de Antonio Buero Vallejo.
- Cyrano de Bergerac (2000), de Edmond Rostand, con Manuel Galiana.[6]
- Eloísa está debajo de un almendro (2001), de Enrique Jardiel Poncela.
- Hamlet (2002), de William Shakespeare.
- Casa con dos puertas mala es de guardar (2002), de Calderón de la Barca, con María José Goyanes.
- Los chicos de la banda (2004), de Mart Crowley.
- El retrato de Dorian Gray (2004), de Oscar Wilde, con adaptación de Fernando Savater.
- Ático con terraza (2006), de Juan José Alonso Millán, con Bárbara Rey.
- Madrugada de cobardes (2007), de José Canabach, con Ángel Solo.
- La prudencia en la mujer (2009), de Tirso de Molina.
- La venganza de don Mendo (2012), de Pedro Muñoz Seca.